# Альфонс Луба
Альфонс Луба (фр. Alphonse Loubat; 15 червня 1799, Сент-Ліврад-сюр-Ло, — 10 вересня 1866, Віль-д'Авре) — французький винахідник.
З 1827 року Луба жив у США. Він брав участь у створенні мережі конки в Нью-Йорку. Нью-йоркська конка, що відкрилася 1832 року, була першою успішною системою вуличного кінного трамваю в світі. Однак спочатку конка мала значний недолік — рейки виступали над рівнем вулиці і заважали транспорту. В 1852 році Луба знайшов рішення цієї проблеми, винайшовши рейку з жолобом, який міг бути втоплений у покриття бруківки. Без цього винаходу подальший розвиток вуличного трамваю був б неможливий.
У 1855 році Луба брав участь у створенні конки в Парижі — однієї з перших трамвайних систем в Європі.